# Sains-du-Nord
Sains-du-Nord – miejscowość i gmina we Francji, w regionie Hauts-de-France, w departamencie Nord.
Według danych na rok 1990 gminę zamieszkiwało 3219 osób, a gęstość zaludnienia wynosiła 201 osób/km² (wśród 1549 gmin regionu Nord-Pas-de-Calais Sains-du-Nord plasuje się na 270. miejscu pod względem liczby ludności, natomiast pod względem powierzchni na miejscu 111.).